# Бинг Сламет
Бинг Сламе́т (настоящие имя и фамилия — Ахма́д Шех Алба́р) (индон. Bing Slamet; 27 сентября 1927, Чилегон, Индонезия — 17 сентября 1974, Джакарта, Индонезия) — индонезийский актёр, певец, поэт-песенник, комик.

## Биография
В возрасте двенадцати лет начал петь в оркестре Terang Boelan. В 1944 году присоединился к группе Pantja Warna, с которой путешествовал по стране.
В честь любимого актёра Бинга Кросби в 1948 году взял сценический псевдоним Бинг Сламет. Помимо пения, начал участвовать в комедийных выступлениях, создал комическую группу «Лос Гилос». Со временем стал побеждать в конкурсах. Был замечен публикой, познакомился и подружился с президентом Индонезии Сукарно.
Активно занимался актерской деятельностью, снимался в кино, писал песни. За свою карьеру сыграл в 17 фильмах, выпустил ряд альбомов. Три из его песен были выбраны журналом Rolling Stone Indonesia, как одни из лучших индонезийских песен всех времен.
Незадолго до своей смерти получил почётную премию за достижения от губернатора Джакарты.

## Избранная фильмография
| - Menanti Kasih (Waiting for My Love; 1951) - Solo di Waktu Malam (Solo at Night; 1952) - Di Simpang Jalan (At the Intersection; 1955) - Radja Karet dari Singapura (The Rubber King from Singapore; 1956) - Melati Senja (Twilight Jasmine; 1956) - Pilihlah Aku (Choose Me; 1956) - Tiga Buronan (Three Fugitives; 1957) - Hari Libur (Holiday; 1958) - Nurlela, Diwajahmu Kulihat Bulan (Nurlela, In Your Face I See the Moon; 1959) - Bing Slamet Tukang Becak (Bing Slamet the Pedicab Driver; 1959) | - Amor dan Humor (Love and Humour; 1961) - Kisah Pelawak (A Comedian’s Tale; 1961) - Bing Slamet Merantau (Bing Slamet Wanders; 1962) - Hantjurnja Petualang (The Fall of an Explorer; 1966) - Bunga Putih (White Flower; 1966) - Juda Saba Desa (Juda Frequents the Village; 1967) - 2 x 24 Jam (2 x 24 Hours; 1967) - Bing Slamet Setan Jalan (Bing Slamet the Walking Demon; 1972) - Ambisi (Ambition; 1973) - Bing Slamet Sibuk (Bing Slamet is Busy; 1973) - Bing Slamet Dukun Palsu (Bing Slamet the Fake Witch-Doctor; 1973) - Bing Slamet Koboi Cengeng (Bing Slamet the Crybaby Cowboy; 1974) |

## Избранная дискография
- Menanti Kasih (Waiting for Love)
- Nurlaila
- Keroncong Moritsu
- Es Lilin / Panon Hideung (Ice Cream / Panon Hideung)
- Bing Slamet Tersayang (Beloved Bing Slamet)
- Romi dan Juliet (Romi and Juliet)